# Mike Parkes
Michael Johnson Parkes (24 de setembro de 1931 - 28 de agosto de 1977) foi um automobilista britânico nascido na Inglaterra.
Parkes participou em seis Grandes Prêmios de Fórmula 1 entre 1959 e 1967. Seus melhores resultados foram os 2º lugares na França e Itália de 1966. Ele largou na pole position na Itália de 1966.